# الحريقة (دمشق)
الحريقة هي المنطقة الواقعة جانب سوق الحميدية من جهة الجنوب في دمشق، وسوق مدحت باشا من جهة الشمال؛ بين جادة الدرويشية غرباً وسوق الخياطين شرقاً. عُرفت بالسابق باسم محلة «سيدي عامود» نسبة للوالي سيدي أحمد عامود الذي كان مدفوناً فيها، وأصبحت تعرف باسم «الحريقة» بعد الحريق الذي شب فيها إبان القصف الفرنسي لدمشق عام 1925 وسمي ايضا سوقها باسمها "سوق الحريقة" وأدى إلى دمار واسع أتى على الكثير من البيوت والآثار المعمارية الهامة. كانت الثورة السورية على أشدها، وكانت فرنسا قد ضاقت ذرعاً بدعم أهالي دمشق للثوار الذين اتخذوا من الغوطة معقلاً لهم، وبعد انتشار الاضطرابات إلى داخل دمشق نفسها، ونشوب معارك بين الأهالي والقوات الفرنسية، أصدر الجنرال «سيراي» أوامره بقصف دمشق من البر والجو عقاباً لأهلها وانتقاماً منهم يوم 18 تشرين الأول (أكتوبر) 1925. وقد بدأت «الحريقة» عندما سقطت قذيفة مدفعية أطلقت من قلعة المزة فوق قبة حمام الملكة في سيدي عامود، فاشتعلت التيران وامتدت إلى البيوت والمحلات المجاورة، فالتهمت فرن جبران وزقاق المبلط وراء سوق الحميدية، ثم زقاق سيدي عامود وبعضاً من سوق مدحت باشا.
كانت الخسارة أكبر من أن تعوض، فقد تواجدت في هذه الحريقة بيوتات دمشقية عريقة الطراز، تميزت بغنى زخارفها الداخلية حسب أسلوبي الباروك والركوكو، إلى جانب المشيدات التاريخية الهامة التي لم يسلم منها إلا نذر يسير، ولم يبق لها من أثر سوى الخرائب والأطلال. من هذه البيوت التي خربت دار القوتلي، التي شيّدها مراد أفندي القوتلي في زقاق العواميد، وزارها الغراندوق الروسي نقولا عند زيارته لدمشق. كما احترق معها في نفس الوقت ضريح سيدي عامود، الذي سميت المنطقة باسمه. وتهدمت أيضاً دار القنصل الألماني «لوتيكة» ومقر القنصلية الألمانية سابقاً. ومن الأماكن التي سلمت سوق الحميدية والبيمارستان النوري (بيمارستان نور الدين الشهيد) الذي يعد من أهم البيمارستانات الباقية في العالم الإسلامي، وهو يقع إلى الجنوب الغربي من الجامع الأموي، ويضم اليوم متحف تاريخ الطب عند العرب.
ونتيجة للخسائر الفادحة في الأرواح والممتلكات، أطلق على هذه الحادثة اسم «نكبة دمشق». وفيها كتب أمير الشعراء أحمد شوقي قصيدته الشهيرة «سلام من صبا بردى»
ولاحقا أصبح الحي مكان إقامة للعديد من القادة والسياسيين السوريين، كان أبرزهم الرئيس السوري الأسبق شكري القوتلي (فترات متباعدة بين عامي 1943 و1958)، وتحديدا في دار القوتلي التراثية التي شيدها مراد أفندي القوتلي في عهد السلطنة العثمانية بين عامي 1865 و1872 منفقا عليها مبالغ باهظة، وعلى الرغم من أن الدار احترقت مع نشوب الحريق الكبير لكن سرعان ما أعاد الدمشقيون ترميمها.